# Vedet
Una vedet és l'artista principal en alguns tipus d'espectacles d'arts escèniques. Tot i que el terme també és usat en cinema i teatre, s'utilitza més especialment a disciplines a les quals l'espectacle no és una única història amb protagonistes i secundaris, com el circ, la dansa i sobretot les varietats, la revista, el music-hall i el cabaret. Les vedets solen estar envoltades de coristes. També les estrelles primeres de cabarets de dansa del ventre són vedets.
Algunes vedets molt conegudes dels Països Catalans són Norma Duval (més reconeguda a França), Tania Doris, la Manya i Merche Mar; d'Espanya la Bella Dorita i Bárbara Rey; de França Marlène Mourreau (més reconeguda a Espanya); dels Estats Units hi ha, per exemple, la mundialment coneguda Dita von Teese, mentre que a França és una estrella Arielle Dombasle. Entre les grans vedets històriques hom pot citar Carmen Miranda, Josephine Baker, etc. A Veneçuela és molt popular la vedet Diosa Canales per les seves posades en escena amb un marcat caràcter sexual; coneguda també per haver estat denunciada per la seva sogra per violència de gènere.

## Etimologia
El mot en català vedet prové del francès vedette, que significa literalment vigilant: és el nom que es donava a França als sentinelles que, separats de la resta dels soldats a cavall, guaitaven els moviments de l'enemic, se situaven a l'avantguarda i tenien un cert rol destacat de la resta.